# Anschütz-Kämpfe Trough
Koordinaten: 71° 30′ S, 12° 30′ W
Der Anschütz-Kämpfe Trough ist ein Seebecken in der Lasarew-See vor der Prinzessin-Martha-Küste des ostantarktischen Königin-Maud-Lands.
Die Benennung erfolgte auf Vorschlag des Vermessungsingenieurs und Glaziologen Heinrich Hinze vom Alfred-Wegener-Institut. Namensgeber ist der deutsche Erfinder Hermann Anschütz-Kaempfe (1872–1931), der sich in seiner Schrift Das Unterseeboot im Dienste der Polarforschung intensiv mit dem Plan beschäftigt hatte, im U-Boot den Nordpol zu erreichen.